# 無線電話
無線電話（むせんでんわ）は、電波を利用して、音声等の音響信号を伝送する技術である。ただし、電波法では第2条第3号で「音声その他の音響を送り、又は受けるための通信設備」と定義し、電気的設備を指すものとしている。これは戦前の逓信内部の慣用を踏襲したもので、現在の電波法令の解釈にあたっては留意を要する。無電（むでん）と略されることがある。

## 概要
20世紀初頭より各国で研究が行われ、真空管式送信機の実用化により広く利用されるようになった。携帯電話やラジオ放送等に応用されている。

## 歴史

### 持続電波CWの生成

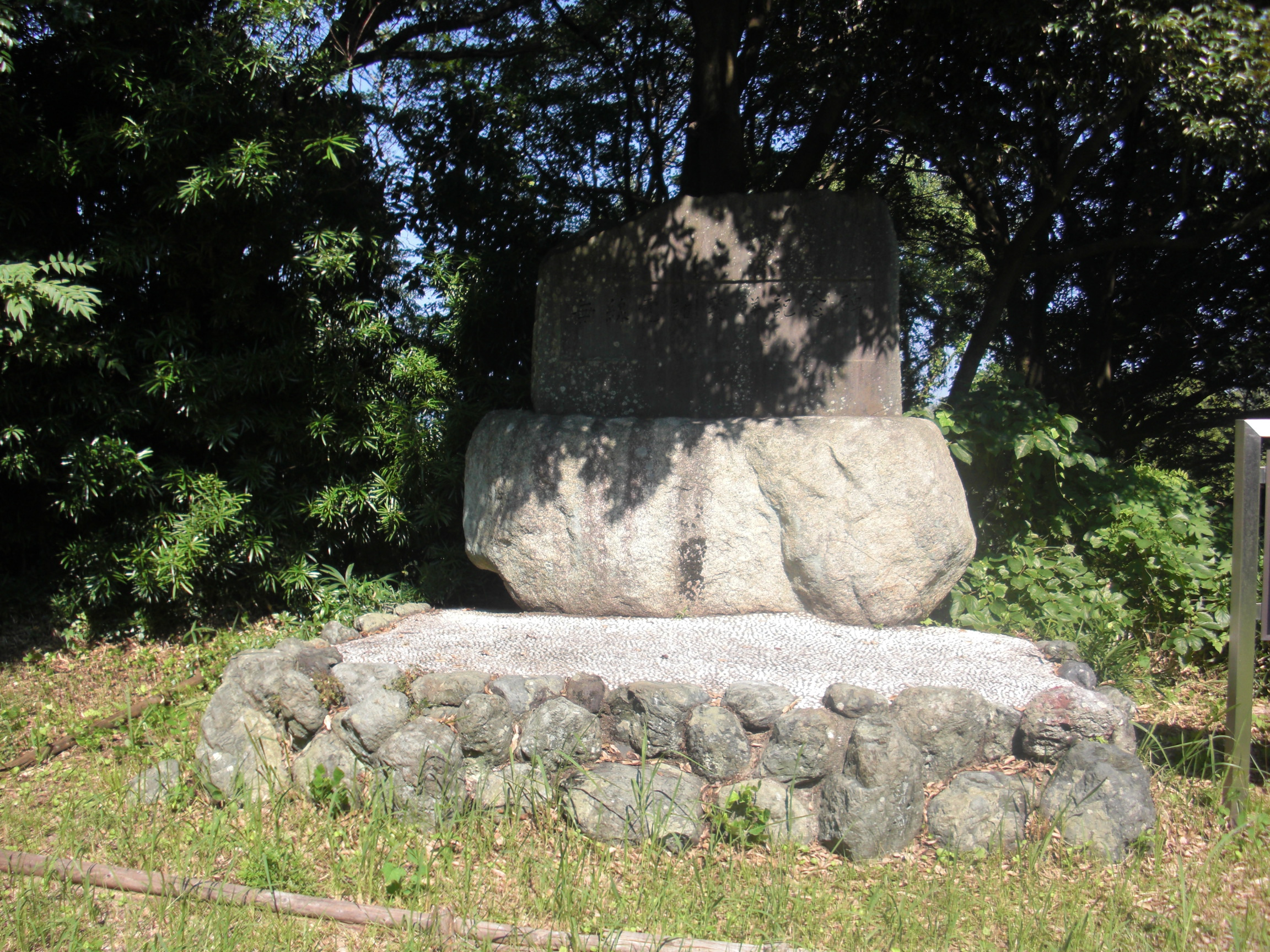
三重県鳥羽市鳥羽一丁目の日和山にある無線電話発祥記念碑

電波を利用し、安定して情報を伝送するためには、安定持続する高周波の電気振動を発生させる必要がある。火花式送信機の減衰電波による無線電信が実用化された後、1900年頃より火花式送信機の発生する減衰電波を可能な限り持続電波CW（Continuous Wave）に近づける試みが広く各国で行われ、電極間隔を狭めた直流瞬滅火花式送信機や、同期モーターにより回転電極を駆動して、交流電源波形の尖頭付近のみで火花を発生させる、同期回転式瞬滅火花送信機などにより、電信における送信電波は漸次、持続電波に近付きつつあった。マルコーニ無線電信会社がアイルランドのゴールウェイ県クリフデンに建設した200kW長波電信送信機は、直流瞬滅式であった。更に、アーク放電の負性抵抗を利用して発振する方式が発明されるに及び、ほぼ完全な持続電波の発生が実現した。

### 持続電波CWへの振幅変調
一方、持続電波を得る技術が進歩するに従い、これを振幅変調(AM)する事で音声を送信する試みが各地で開始された。早くも1902年に、アメリカのレジナルド・フェッセンデンは、瞬滅式送信機の空中線回路にカーボンマイクロフォンを直列に挿入して振幅変調を行い、距離約5マイルの電話送信に成功した。続いて1906年のクリスマス・イヴに高周波発電機と水冷式カーボンマイクを使用して行った実験では、航行中の船舶に対して音楽及び音声の送信に成功した。
他方日本では海軍が早くから艦船及び陸上通信所間の交信用に研究を始め、1908年の大演習観艦式において、軍艦浅間、三笠、香取と神戸税関の間での実験が行われた。次いで1910年1月より海軍水雷学校からアーク式送信機により送信し、軍艦敷島および阿蘇で受信する実験を行い、「アークノ音低シ」「言語約八十パーセント諒解」「喇叭頗ル明瞭」等という結果が得られた。一方、1912年に逓信省電気試験所の鳥潟右一、横山栄太郎、北村政次郎が「TYK式無線電話機」の発明とこれを用いた三重県の鳥羽 - 答志島 - 神島間で船舶との通話を行い、一般にはこれが最初と言われている。
その後比較的早くに真空管が開発され、各国における無線電話の実用化は急速に進んだ。

### ラジオ放送への利用
1920年11月2日、ウェスティングハウス電気製造会社のフランク・コンラッドにより世界初の商業放送局（呼出符号：KDKA）が開局した。無線電話を利用したラジオ放送は順調に発展をとげた。

## 技術
音声を搬送する高周波電気信号を発生し、これを音声等の低周波電気信号で変調することが基本である。変調方式には、入力音声信号で搬送波の振幅を変化させる振幅変調 (AM)、周波数を変化させる周波数変調 (FM)、位相を変化させる位相変調 (PM) などがある。
また、入力音声信号をパルス変調するとパルスの変化に変換される。このパルスの変化を入力信号として、上述の振幅変調、周波数変調または位相変調をする方法もある。
受信側では被変調高周波信号を、基本的には送信側で施した変調方式と同じ方式で復調する操作が必要である。